# Misja specjalna
Misja specjalna – specjalne posłannictwa ad hoc (co stanowi główną różnicę między misjami specjalnymi a stałymi przedstawicielstwami dyplomatycznymi) wysyłane przez państwo do innego państwa za jego zgodą, na czas określony, w celu rozpatrzenia z nim określonych spraw lub wypełnienia wobec niego określonego zadania. Misje specjalne mogą służyć interesom państw zarówno w przypadku istnienia stosunków dyplomatycznych i konsularnych jak również w przypadku ich braku (mogą służyć nawiązaniu takich relacji), a także w sytuacji wojny.
Kwestie związane z zasadami działania misji specjalnych reguluje Konwencja o misjach specjalnych z 1969 roku. W sprawach nie uregulowanych Konwencją stosuje się międzynarodowe prawo zwyczajowe.
Cechy misji specjalnej:
- oficjalny charakter (wymagana jest wyraźna zgoda państwa przyjmującego na jej powołanie)
- reprezentuje wyłącznie państwo i działa w jego imieniu
- ma na celu załatwienia określonego zadania
- ma czasowy charakter.

Zakres tematyczny, czasowy oraz terytorialny jak również skład misji specjalnej są zawsze wynikiem porozumienia zainteresowanych państw.
Nie istnieje podział misji specjalnych ze względu na ich szefa (status osoby stojącej na czele misji specjalnej). Misja specjalna nie traci swego "specjalnego" charakteru ze względu na status jednostki stojącej na jej czele. Przedstawiciele państwa wysyłającego oraz członkowie personelu dyplomatycznego powinni mieć obywatelstwo państwa wysyłającego. Przywileje oraz immunitety przyznawane misji mają charakter funkcjonalny.
Za obopólną zgodą wszystkich zainteresowanych stron:
- jedna misja specjalna może zostać wysłana do jednego lub większej ilości państw
- dwa lub większa liczba państw może wysłać wspólną misję specjalną do jednego lub większej liczby państw
- dwa lub większa liczba państw może jednocześnie wysłać swe misje specjalne do jednego państwa celem załatwienia sprawy leżącej w ich wspólnych interesie.

W każdym wypadku misja każdego z państw jest traktowana osobno (musi zostać zaakceptowana przez państwo przyjmujące).
Podział misji specjalnych ze względu na jej formę:
- polityczno-ceremonialne
- dyplomatyczne
- misje o charakterze technicznym, kierowane przez specjalistów z określonych dziedzin.

Podział misji specjalnych oraz ich zakres osobowy (wykształcił się w ramach praktyki państw):
- misje specjalne suwerenów i książąt należących do rodziny królewskiej, szefów państw (również kolegialnych głów państw)
- misje specjalne szefa i członków rządu oraz misje specjalne osobistości reprezentujących głowę państwa
- misje specjalne, na czele których nie stoją wyżej wymienione osobistości wysokiej rangi państwowej, a które reprezentują państwo zgodnie z postanowieniami Konwencji o misjach specjalnych z 1969
- misje specjalne o charakterze czysto dyplomatycznym, na czele których stoją przedstawiciele MSZ, minister spraw zagranicznych, sekretarz i podsekretarz stanu, ambasadorowie itp.